# Hylaeus jacobsoni
Hylaeus jacobsoni är en biart som först beskrevs av Heinrich Friese 1914.  Hylaeus jacobsoni ingår i släktet citronbin, och familjen korttungebin. Inga underarter finns listade i Catalogue of Life.